# Cheiry
Cheiry is een gemeente in het district Broye van het kanton Fribourg in Zwitserland.

## Geografie
Cheiry ligt in een exclave Surpierre van kanton Fribourg in Vaud. De buurgemeenten in kanton Fribourg zijn Surpierre en Prévondavaux.
- Hoogste punt: 704 m
- Laagste punt: 520 m

## Bevolking
De gemeente heeft 277 inwoners (2003). De meerderheid in Châtillon is Franstalig (91%, 2000) en Rooms-Katholiek (71%).

## Economie
55% van de werkzame bevolking werkt in de primaire sector met voornamelijk veeteelt, landbouw en tabakteelt. Voor de rest werkt men in de dienstverlening 33% en een beetje industrie (11%).

## Geschiedenis
Oorkondelijk wordt het dorp al in 1380 genoemd, het was toen een onderdeel van Surpierre. Sinds 1536 behoort het tot Fribourg. In 1624 brandde het hele dorp af.
Op 5 oktober 1994 vond hier een omvangrijke tragedie plaats, waarbij op een door brand verwoeste boerderij 23 lichamen werden aangetroffen. Later werden in Salvan (VS) in drie uitgebrande chalets ook nog eens 25 lichamen aangetroffen. Deze slachtoffers, waarvan er in Zwitserland 48 doden waren te betreuren en 5 doden in Québec, Canada, waren sekteleden van de Orde van de Zonnetempel. Er was een klein clubje fanatiekelingen onder de leden die zelfmoord pleegden, maar de meesten werden vermoord, bleek uit een uitgebreid politieonderzoek.